# Xavier Serbiá
Francisco Xavier Serbiá Queipo (Bayamón, Puerto Rico, 24 de julio de 1968) es un escritor, cantante, actor, comentarista financiero, columnista puertorriqueñoestadounidense, presentador del programa CNN Dinero en CNN en Español. Serbiá fue miembro del quinteto musical Menudo.

## Carrera artística
Serbiá, nacido en Bayamón, Puerto Rico, se unió a Menudo en 1980 en sustitución de Fernando Sallaberry y participó con éste hasta 1983, cuando fue sustituido por Ray Reyes. 
Allí grabó los discos Menudo es Navidad, Fuego, "Quiero ser" , Por amor, Adiós Miguel y Una aventura llamada Menudo. Participó en las series venezolanas
"Quiero ser"  de 1981 y "Es por amor" de 1982, ambas producidas por el extinto canal de televisión venezolano RCTV, y en la película Una aventura llamada Menudo. Serbiá fue conocido como "El Rubio de Oro".
Luego de casi tres años de estar en Menudo, con 15 años de edad, Xavier abandonó el grupo por su cambio de voz y desarrollo físico, fue sustituido por Ray Reyes.

Luego formó el trío Proyecto M, junto a sus compañeros Johnny Lozada, y Rene Farrait, con el que grabarían el disco Bella amada mía, y participaría en la telenovela Albamarina junto a Karina (cantante venezolana).
En 1986, Serbiá participó en La pensión de doña Tere (serie de comedia de la televisión). En 1987, participó en el elenco multiestelar de la telenovela  La isla. En 1989, recibió una versión en español de Mando a distancia de Puerto Rico. Se le ofreció a unirse a algunos de los ex Menudos en 1998 para una gira de regreso llamada El Reencuentro, pero la declinó.

## Carrera en Finanzas y periodismo
Ya decidido que la música no sería parte de su futuro, terminó sus estudios especializándose en Finanzas, en parte por los problemas financieros que tuvo gracias a los contadores que llevaban su fortuna.
Serbiá tiene una maestría en Economía Financiera por el Trinity College, Connecticut. Realizó un MBA con especialización en Finanzas y también pasó el nivel I del examen CFA.
Serbiá es autor del best-seller "Cuatro pasos para la riqueza", publicado por Santillana. También es escritor de Finanzas de Yahoo! en español en su programa semanal "Conexión Dinero", y editor de personal financiero para el "Money Matters" de Siempre Mujer, publicada por Meredith Corporation.
Las columnas de Serbiá son publicadas por El Diario La Prensa de Nueva York, El Nuevo Día, Puerto Rico, Ser Padres. Para el Centro Internacional para Periodistas Xavier Serbiá fue el instructor en cursos en línea en español sobre la cobertura de finanzas personales para periodistas hispanos y periodistas que cubren temas de finanzas de Estados Unidos.
Serbiá también puso en marcha xavierserbia.com, un sitio  financiero en español. El sitio incluye sus opiniones, videos, y preguntas y respuestas de una parte financiera.
En 2003, Serbiá fue elegido por NBC - Telemundo y Ford, para presentar la serie "El camino al triunfo", en la cual se desempeñó como escritor, asesor y presentador. También apareció como comentarista en Telemundo (Noticiero Nacional), "NY Noticiero 47", "Mañana This" y "América en Vivo", "María Elvira Live", entre otros.